# Église d'Heuvel
L' Église d'Heuvel (Heuvelse Kerk) est une église catholique  située dans la ville de Tilbourg dans le sud des Pays-Bas. 
Elle est dédiée à saint Joseph.
L'église  considérée comme un Monument national a été construite selon les plans de l'architecte Hendrik Jacobus van Tulder
Les tours de la façade sont hautes de 72 m .

## Historique
Pour des raisons financières, le bâtiment a été construit en deux phases. La première partie fut achevée dans les années 1871-1873 et la seconde partie, qui comprenait la façade avec les deux tours, fut construite entre 1887 et 1889.
Enfin de 1950 à 1956 le transept fut agrandit.

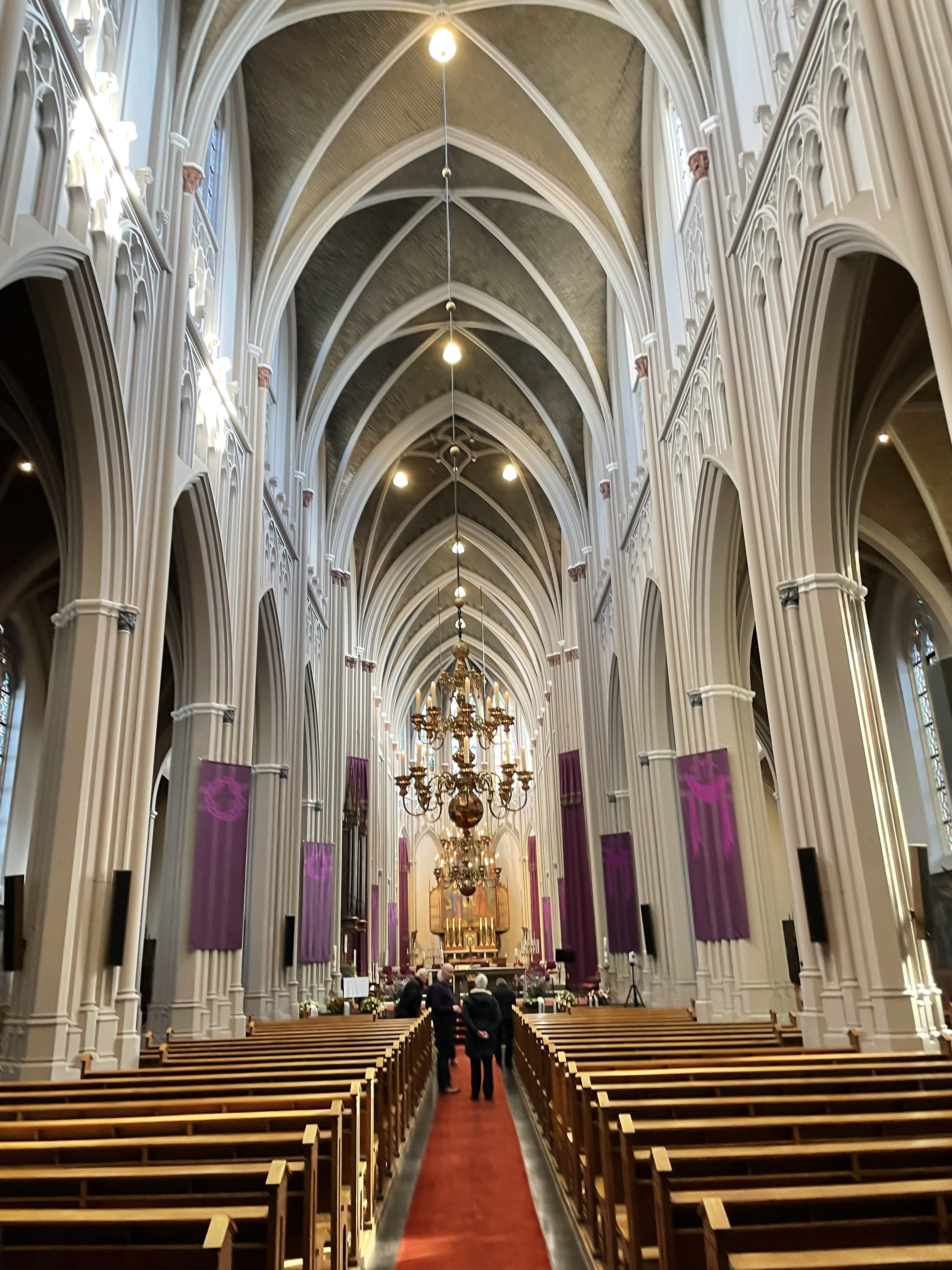
Intérieur de l'église.